# Duché de Saxe-Hildburghausen
1680–1826
Entités précédentes :
- Duché de Saxe-Gotha

Entités suivantes :
- Duché de Saxe-Meiningen

Le duché de Saxe-Hildburghausen est un des anciens duchés saxons issus des partages successifs du landgraviat de Thuringe, dont fut apanagée la branche Ernestine de la Maison de Wettin. 

## Histoire
Le duché d'Hildburghausen est constitué en 1680 au profit d'Ernest (1655-1715), sixième fils du duc Ernest Ier de Saxe-Gotha (1601-1675). À l'origine simple principauté, il est ensuite érigé en duché. 
Les ducs édifient à Hildburghausen divers monuments, dont un palais ducal surnommé « le Versailles de Saxe » qui, transformé en caserne après 1918, est détruit par un bombardement en 1945 et rasé. 
En 1826, à la suite de l'extinction de la maison de Saxe-Gotha-Altenbourg, Frédéric Ier (1763-1834) reconstitue le duché de Saxe-Altenbourg dont il prend le titre, et abandonne en échange son ancien duché à Bernard II de Saxe-Meiningen.  Les deux États, Saxe-Hildburghausen et Saxe-Meiningen entrent alors en union personnelle et Bernard II prend le nom et le titre de duc de Saxe-Meiningen-Hildburghausen.
Le territoire du grand-duché constitue un État libre en 1918, avant d'être incorporé en 1920 au Land de Thuringe.

## Liste des ducs de Saxe-Hildburghausen
- 1675-1715 : Ernest, fils cadet d'Ernest Ier de Saxe-Gotha, fondateur du duché
- 1715-1724 : Ernest-Frédéric Ier, fils du précédent
- 1724-1745 : Ernest-Frédéric II, fils du précédent
- 1745-1780 : Ernest-Frédéric III, fils du précédent
- 1780-1826 : Frédéric, fils du précédent. En 1826 lui est attribué le Duché de Saxe-Altenbourg alors que le duché de Saxe-Hildburghausen est incorporé dans celui de Saxe-Meiningen